# Кевін Алехандро
Кевін Майкл Алехандро (англ. Kevin Michael Alejandro) — американський актор. Відомий ролями Нейта Моретти у кримінальній драмі «Південна територія», Хесуса Веласкеса у серіалі «Реальна кров» та Себастьяна Блада у серіалі «Стріла». З січня 2016 року знімається у серіалі «Люцифер».

## Життєпис
Народився 7 квітня 1976 року в Сан-Антоніо, Техас, США. Мексиканець за походженням. Своє дитинство провів у містечку Снайдер, що розташоване у Західному Техасі.
Навчався у Техаському університеті в Остіні.

## Особисте життя
В 2004 році одружився з Леслі де Хесус Алехандро.
22 лютого 2008 року у них народився син — Кейден Майкл Алехандро.

## Кар'єра
Алехандро знявся у серіалі «Погануля», де зіграв роль батька Джастіна Суареса. Також з'явився у таких серіалах як: «Дізнайся ворога» (роль — Беніто Веласкес) та «Молоді та зухвалі» (роль — Домінік Г'юс).
Разом із Еріком Мабіусом знявся у серіалі «CSI: Маямі» (епізод: «Один із наших»). Також виконав роль гея-проститута у серіалі «Велике кохання». В одному із епізодів 7 сезону серіалу «Усі жінки — відьми» зіграв роль Малвона, хитрого демона. Протягом декількох перших епізодів 4 сезону входив до акторського складу серіалу «24», де виконував роль прибічника терористів. У серіалі «Акула» виконав роль адвоката Денні Реєса.
Актор з'явився у фільмі «Перетинаючи кордон», який вийшов у лютому 2009 року. Також виконав роль детектива Нейта Моретта у серіалі «Південна територія».
Фігурує у 4 та 5 сезоні серіалу «Косяки». 5 епізод 1 сезону серіалу «До смерті красива» зображує актора як несправедливо засудженого Мішеля Фернандеса. У першому сезоні серіалу «Сини анархії» Алехандро грає одного із членів мото-клубу «Майя». А у 3 — 4 сезонах серіалу про вампірів «Реальна кров» грає роль Хесуса Веласкеса.
2011 року з'явився у фільмі «Червоний штат» та фільмі жахів «Кассадага». У серіалі «Везунчик» грає роль Тоні Арройо, детектива вбивчого відділу. А у серіалі «Повернені» зображений як шериф Томмі Солано.
2013 року Алехандро ввійшов до акторського складу серіалу «Стріла», де виконує роль мерзенного Себастьяна Блада. А з січня 2016 року грає роль Дена Еспінози, детектива Департамент поліції Лос-Анджелеса, у серіалі «Люцифер».

## Фільмографія
| Кіно        | Кіно                                           | Кіно                                              | Кіно                              | Кіно |
| Рік         | Назва                                          | Оригінальна назва                                 | Роль                              | Примітки |
| ----------- | ---------------------------------------------- | ------------------------------------------------- | --------------------------------- | --- |
| 2011        | Кассадага                                      | Cassadaga                                         | Майк                              | батько-одинак, любовна симпатія Лілі                                                                                                  |
| 2011        | Червоний штат                                  | Red State                                         | Гаррі                             | |
| 2011        | Легенда про воротах пекла: Американський змова | The Legend of Hell's Gate: An American Conspiracy | Август Едвардс                    | |
| 2009        | Перетинаючи кордон                             | Crossing Over                                     | Гутьєррес                         | |
| 2009        | Пробудження                                    | Wake                                              | детектив Деніелс                  | |
| 2008        | Слуга темряви                                  | Creature of Darkness                              | Еміліо                            | |
| 2006        | Без особи                                      | Faceless                                          | Лукас Реноса                      | Телефільм |
| 2003        | Випускний вечір                                | Graduation Night                                  | рибалка                           | |
| 2002        | За поворотом                                   | Purgatory Flats                                   | Овен Меклін                       | |
| Телебачення |                                                |                                                   |                                   | |
| Рік         | Назва                                          | Оригінальна назва                                 | Роль                              | Примітки |
| 2003        | Розслідування Джордан                          | Crossing Jordan                                   | Коннор Маршалл                    | Епізод: «Fire and Ice» |
| 2003        | Лас-Вегас                                      | Las Vegas                                         | Рей Дуран                         | Епізод: «Pros and Cons» |
| 2004        | Доктор Вегас                                   | Dr. Vegas                                         | Рауль Ортіс                       | Епізод: «Advantage Play» |
| 2004        | Усі жінки — відьми                             | Charmed                                           | Малвок                            | Епізод: «There's Something About Leo»                                                                                                 |
| 2004-2005   | Молоді та зухвалі                              | The Young and the Restless                        | Доминик Г'юз                      | |
| 2005        | 24                                             | 24                                                | Кевін МакКоллін                   | Епізоди: «Day 4: 12:00 p.m.-1:00 p.m.», «Day 4: 11:00 a.m.-12:00 p.m» і «Day 4: 8:00 a.m.-9:00 a.m.»                                  |
| 2005        | Військово-юридична служба                      | JAG                                               | капрал юстиції Домінік            | Епізод: «Fit for Duty» |
| 2005        | Шпигунка                                       | Alias                                             | Сесар Мартінес                    | Епізод: «The Orphan» |
| 2005        | CSI: Місце злочину Нью-Йорк                    | CSI: NY                                           | Том Мартін                        | Епізод: «Crime and Misdemeanor» |
| 2005        | Межа                                           | Threshold                                         | Маркус                            | Епізод: «Pulse» |
| 2005        | Медіум                                         | Medium                                            | Джейсон Морров                    | Епізод: «Still Life» |
| 2006        | Остання межа                                   | E-Ring                                            | Мігель Каррера                    | Епізод: «The General» |
| 2006        | Без сліду                                      | Without a Trace                                   | Кейсі Міллер                      | Епізод: «The Road Home» |
| 2006        | Велике кохання                                 | Big Love                                          | гей-проститут                     | Епізод: «Eviction» |
| 2006        | C.S.I.: Місце злочину Маямі                    | CSI: Miami                                        | Карлос Сантіго                    | Епізод: «One of Our Own» |
| 2006        | NCIS: Полювання на вбивць                      | NCIS: Naval Criminal Investigative Service        | Гайме Джонс                       | Епізод: «Driven» |
| 2006-2007   | Дізнайся ворога                                | Sleeper Cell                                      | Беніто «Венні» Веласкес           | |
| 2006-2007   | Погануля                                       | Ugly Betty                                        | Сантос                            | Періодична роль |
| 2007        | Гонка                                          | Drive                                             | Винстон Саласар                   | |
| 2007-2008   | Акула                                          | Shark                                             | Денні Реєс                        | |
| 2008        | Сини анархії                                   | Sons of Anarchy                                   | Есай Альварес                     | Епізоди: «The Pull» і «Hell Followed»                                                                                                 |
| 2008        | Чорна мітка                                    | Burn Notice                                       | Рауль                             | Епізод: «Turn and Burn» |
| 2008-2009   | Косяки                                         | Weeds                                             | Рудольфо Мейсон                   | Епізоди: «If You Work for a Living, Then Why Do You Kill Yourself Working?», «Wonderful Wonderful», «Machetes Up Top» і «Su-Su-Sucio» |
| 2009        | Лицар доріг                                    | Knight Rider                                      | Віктор Галт                       | Епізод: «I Love the Knight Life» |
| 2009        | Герої                                          | Heroes                                            | агент Дженкінс                    | Епізод: «Chapter Eight 'Into Asylum'»                                                                                                 |
| 2009        | До смерті красива                              | Drop Dead Diva                                    | Майкл Фернандес                   | Епізод: «Lost and Found» |
| 2009        | Район Мелроуз                                  | Melrose Place                                     | Антон В.                          | Епізод: «Shoreline» |
| 2009-2011   | Південна територія                             | Southland                                         | Нейт Моретта                      | |
| 2010        | У павутинні закону                             | The Deep End                                      | Коннор Сміт                       | Епізод: «White Lies, Black Ties» |
| 2010        | Менталіст                                      | The Mentalist                                     | Віктор Бандіно                    | Епізод: «The Red Box» |
| 2010        | Ясновидець                                     | Psych                                             | Дейн Норткатт                     | Епізод: «Ferry Tale» |
| 2010        | Батьки                                         | Parenthood                                        | Майк                              | Епізоди: «The Booth Job», «Date Night» і «I'm Cooler Than You Think»                                                                  |
| 2010        | Закон і порядок: Спеціальний корпус            | Law & Order: Special Victims Unit                 | Віктор Рамос                      | Епізод: «Branded» |
| 2010-2012   | Реальна кров                                   | True Blood                                        | Хесус Веласкес                    | Постійна роль: сезони 3 і 4, запрошений актор: сезон 5                                                                                |
| 2011        | Кістки                                         | Bones                                             | Геркулес «Ель Торнадо» Мальдонадо | Епізод: «The Change In The Game» |
| 2012        | Королі втечі                                   | Breakout Kings                                    | Бенні Крус                        | Епізод: «Cruz Control» |
| 2013        | Везунчик                                       | Golden Boy                                        | Крістіан Арройо                   | |
| 2013-2014   | Стріла                                         | Arrow                                             | Себастьян Блад                    | Другорядна роль |
| 2015        | Повернення                                     | The Returned                                      | шериф Томмі Солано                | Головна роль |
| 2015        | Анатомія Грей                                  | Grey's Anatomy                                    | офіцер Ден Пруйтт                 | |
| 2016-2021   | Люцифер                                        | Lucifer                                           | Ден Еспіноза                      | Основний акторський склад |